# Tulgheș
Tulgheș (in ungherese Gyergyótölgyes) è un comune della Romania di 3 315 abitanti, ubicato nel distretto di Harghita, nella regione storica della Transilvania.
Il comune è formato dall'unione di quattro villaggi: Hagota, Pintic, Recea, Tulgheș.